# 營團08系電力動車組
營團08系電聯車（日语：／ Eidan 08-kei densha */?）、乃東京地下鐵（前帝都高速度交通營團）半藏門線用的通勤型電車。
2003年1月7日開始營運。

## 概要
為了應付在2003年3月19日半藏門線水天宮前站至押上站的啟用，以及與東武鐵道東武伊勢崎線、東武日光線作直通運轉所帶來的服務需求，6组(每组10辆)由日本車輛製造製造。

## 簡介
- 鋁合金車體配線色彩帶
- 控制裝置：三菱電機製IPMVVVF
- 制動裝置：TRT-11型再生制動+電子制動+純電气電力制動
- 主電動機：三相電動機　(165kW×4)
- 輔助電源裝置：東芝製IGBT輔助逆變器
- 齒輪：7.07
- 起動加速度：3.3km/h/s
- 減速度：3.5km/h/s（緊急4.5km/h/s）
- 最高速度：110km/h
- 安全裝置：東京地下鐵CS-ATC／東急CS-ATC／東武ATS（東武稱作TSP）

## 車内設備
- 輪椅放置位：3、9號車
- 弱冷氣車：2號車

## 編成、運用
- 10卡6列編成編入鷺沼檢車區。